# Artrosis
Artrosis é uma banda polaca de metal gótico.

## História
A banda surgiu em março de 1995 em Zielona Gora, Polônia. Inicialmente o som da banda era baseado em riffs pesados de guitarra, mas sua música nunca foi tipicamente rock ou metal. Juntando o som do teclado, dos outros instrumentos com sons eletrônicos, a banda identificou-se com a tendência gótica. Com o passar do tempo sua música ganhou mais personalidade e mais poder, evoluindo para um gothic metal bem vigoroso.
Logo saiu o primeiro álbum da banda, "Ukryty Wymiar" ("Hidden Dimension"), e a banda não passou despercebida por Tilo Wolf, vocalista do Lacrimosa, que decidiu produzir o álbum fora da Polônia. Assim, em janeiro de 1998, "Hidden Dimension" apareceu nas lojas de todo o mundo.
O som da banda apresenta uma combinação de som pesado, som calmo e atmosférico. Isso prova que a banda sempre se inova e sempre prova novas tendências, bem longe de ser um auto-plágio.

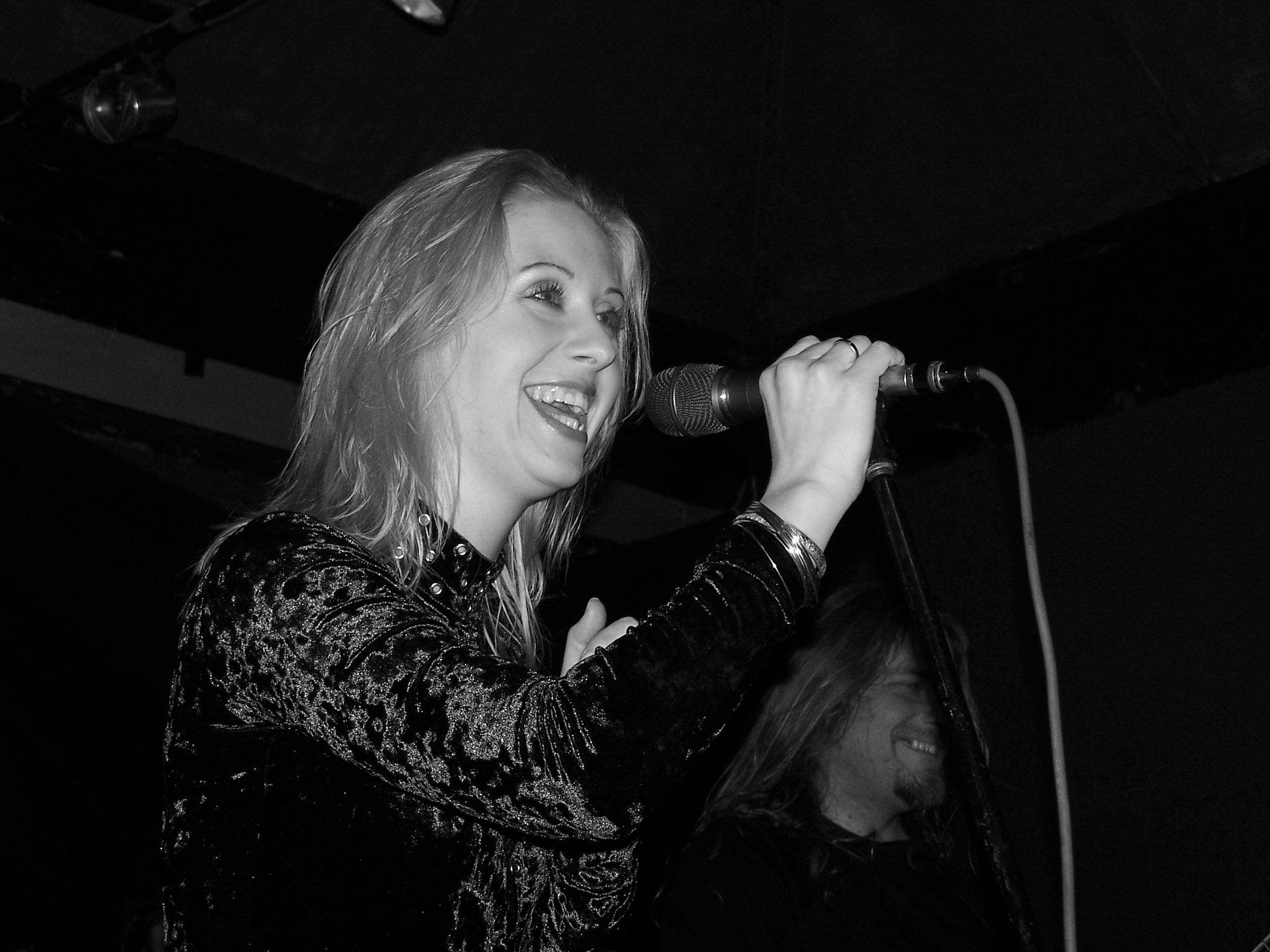
Medeah

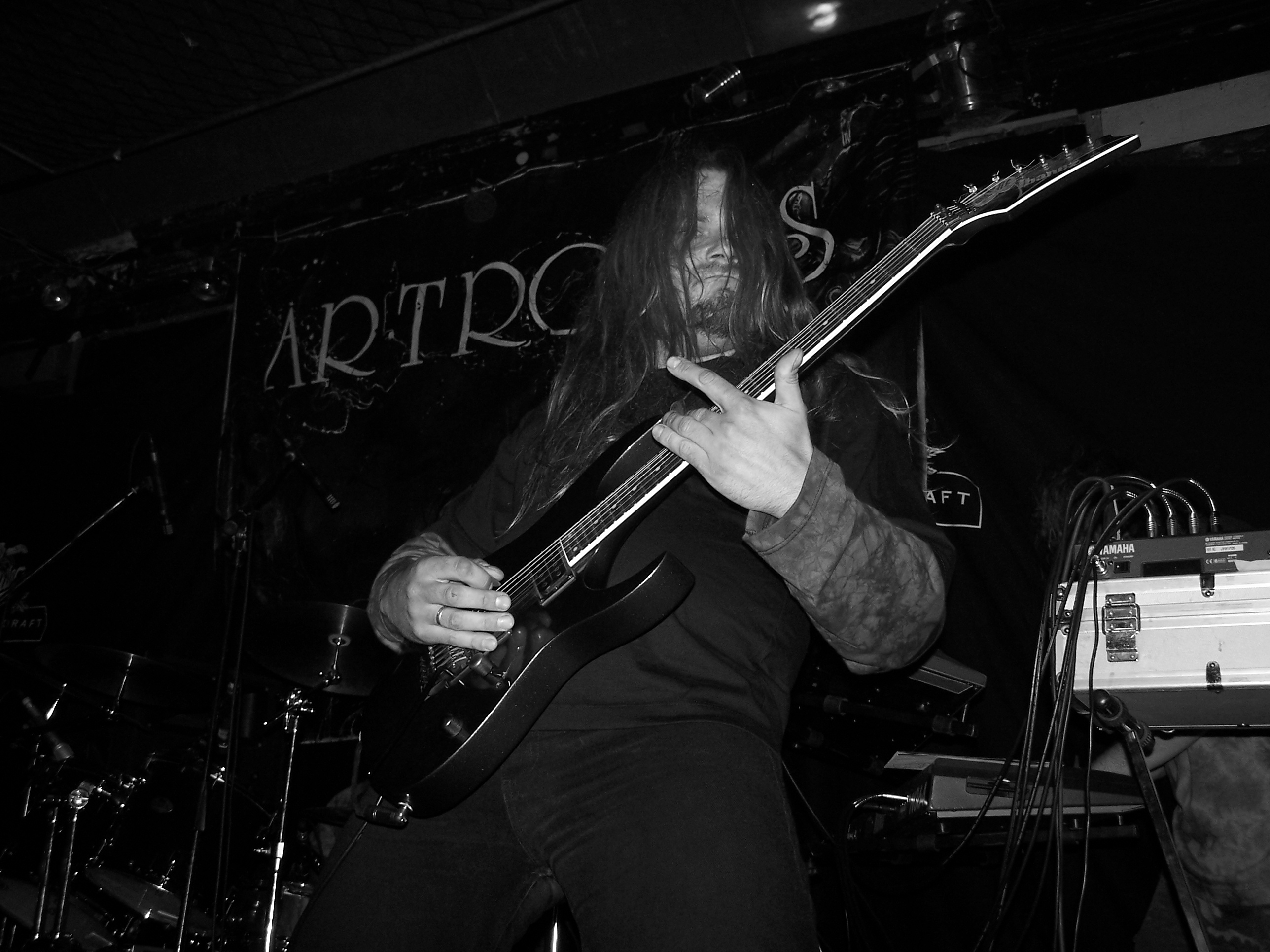
MacKozer

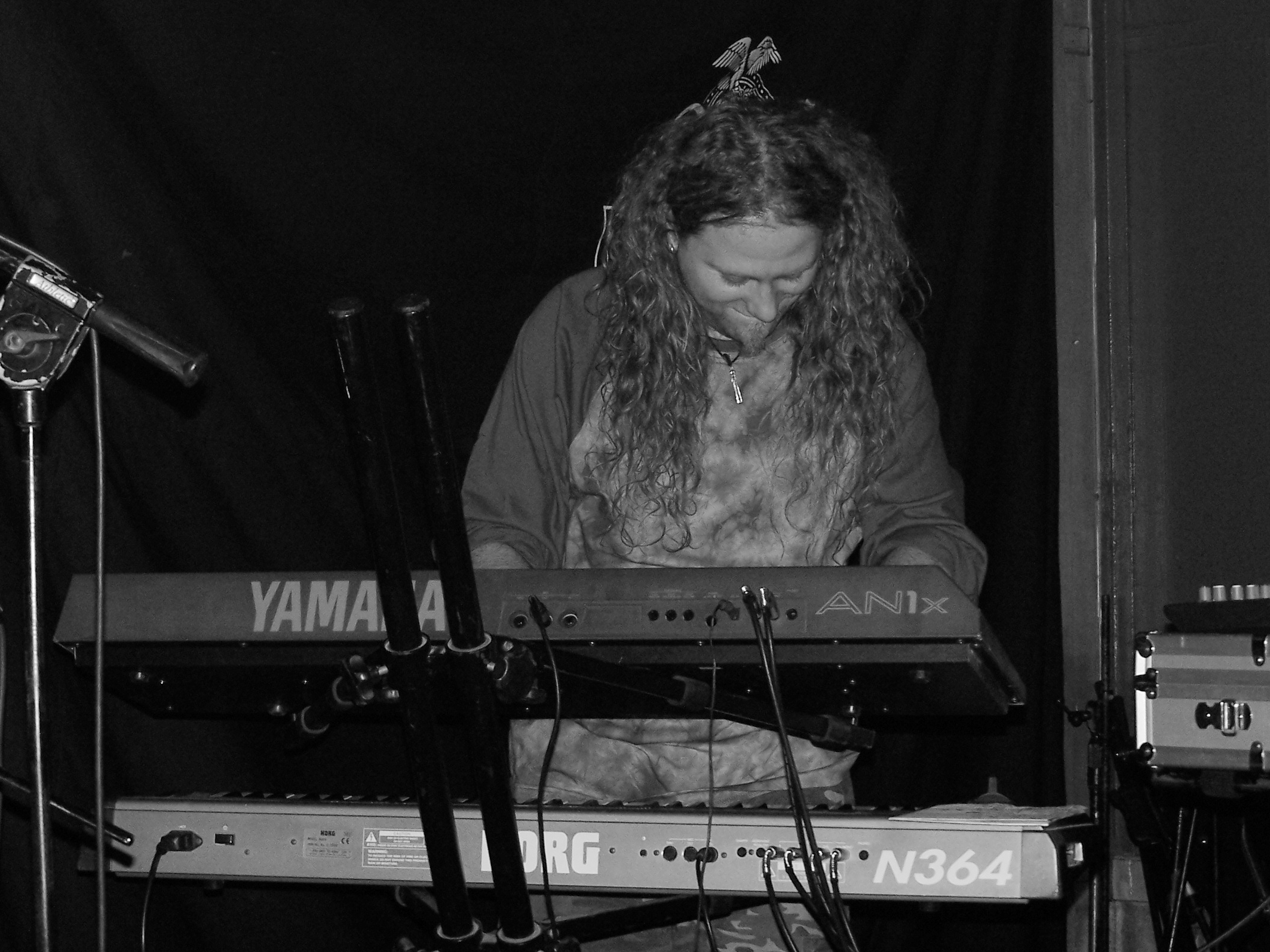
Migdał

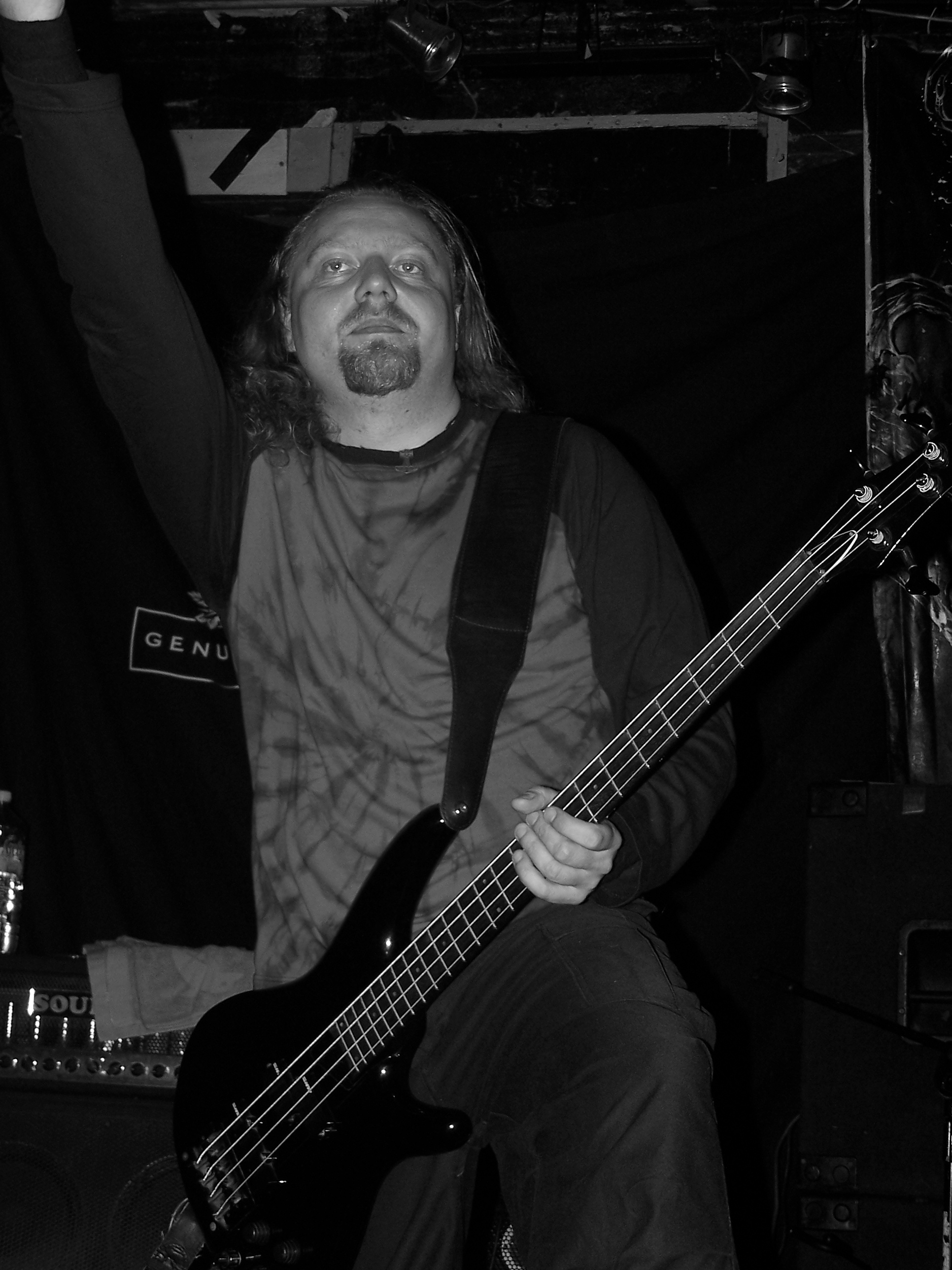
Remo

## Membros

### Actuais
- Magdalena Stupkiewicz-Dobosz "Medeah" - vocais
- Krystian Kozerawski "MacKozer" —  guitarra
- Remigiusz Mielczarek "Remo" —  baixo
- Pawe³ ``Wicol`` Wica —  bateria
- Łukasz Migdalski "Migdał" - teclados

### Anteriores
- Maciej Niedzielski - teclados (1995-2005)
- Rafał Grunt "Grunthell”  - guitarra (1999-2002)
- Marcin Pendowski — baixo   (1998-2001)
- Mariusz Kuszewski "Mario"  - guitarra  (2003-2004)
- Konrad Biczak "Lombardo" —  bateria

## Discografia

### Em polonês
- 1997 — Ukryty wymiar
- 1998 — W Imiê Nocy
- 1999 — Poœród Kwiatów I Cieni
- 2001 — Fetish
- 2002 — Melange
- 2006 — Con Trust

### Em inglês
- 1998 — Hidden Dimension
- 1999 — In Nomine Noctis
- 2000 — In The Flowers Shade
- 2001 — Fetish
- 2002 — Melange

### Ao vivo
- 2000 — Live in Kraków (video)
- 2001 — Koncert w Trójce (CD ao vivo)
- 2002 — Among Flowers & Shadows - Live in Krakow (DVD) (Relançamento do "Live In Kraków" em DVD com aluns extras.)

### Outros
- 1996 — Siódma Pieczęć (demo)
- 1998 — Hidden Dimension (EP)
- 1998 — W górê (single)